# La Salle Gràcia
La Salle Gràcia és una escola privada de la vila de Gràcia que pertany a la congregació dels Germans de les Escoles Cristianes de La Salle. Està situada a la Plaça del Nord de Barcelona. Va ser inaugurada el 17 d’abril del 1892. Comprèn les etapes educatives d'infantil fins a batxillerat, a més d'oferir cicles formatius i d'ençà del 2019 el batxillerat dual.

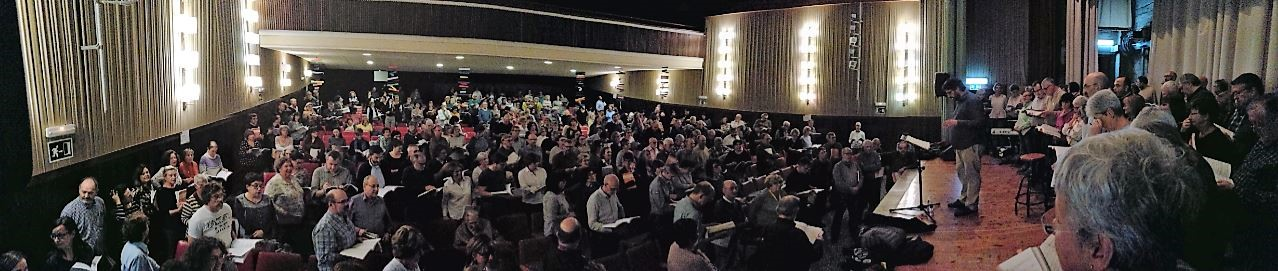
Sessió de preparació del Messies Participatiu del 2018 amb Daniel Mestre i Dalmau al teatre de l'escola.

La institució destaca en l'àmbit esportiu, sobretot en la gimnàstica artística. De fet, el 2024 el seu club de gimnàstica artística es va convertir en el millor de tot Espanya. Disposa d'un teatre, una capella, aules d'informàtica i laboratoris, entre d'altres. Té un lligam fort amb els Lluïsos de Gràcia i altres entitats del teixit local. El 2016, va estrenar l'agrupament escolta Estrella del Nord, anomenat així per l'estel del seu logo.
Va ser dirigida del 2001 al 2008 per Josep Maria Santos, i del 2010 al 2019 per Joan Such i Llop. El 2014, s'hi va poder votar en la consulta sobre el futur polític de Catalunya. Entre els exalumnes del centre destaquen els jornalistes Antoni Bassas i Onieva i Vicenç Sanclemente, el docent Xavier Canaleta Llampallas, el polític Joan Carles Solé i Latorre i l'autora Berta Miret i Padilla.